# Grzegorz Łukasiewicz
Grzegorz Łukasiewicz (ur. 10 maja 1958 w Legnicy) – polski szachista, mistrz międzynarodowy od 1996 roku.

## Kariera szachowa
W roku 1988 zwyciężył w kołowym turnieju w Myślenicach. W 1992 zdobył w Rewalu (reprezentując klub "Miedź" Legnica) tytuł drużynowego mistrza Polski. Rok później, w Lubniewicach, zdobył wraz z drużyną medal brązowy. Wielokrotnie startował w otwartych turniejach we Francji i Szwajcarii, najlepszy wynik uzyskując w Genewie w roku 1997, gdzie w silnej stawce zawodników (startowali m.in. Władimir Tukmakow, Aleksander Wojtkiewicz, Władisław Tkaczow, Tomasz Markowski, Władimir Jepiszyn i Boris Gulko) zajął miejsce pod koniec pierwszej dziesiątki.
Najwyższy ranking w karierze osiągnął 1 lipca 1997 r., z wynikiem 2395 punktów dzielił wówczas 35-39. miejsce wśród polskich szachistów.
W 2000 r. zakończył czynną karierę zawodniczą i zajął się prowadzeniem jednego z pierwszych (data powstania 1992) w Polsce sklepów prowadzących wysyłkową sprzedaż artykułów szachowych.